# Oliver Lubrich

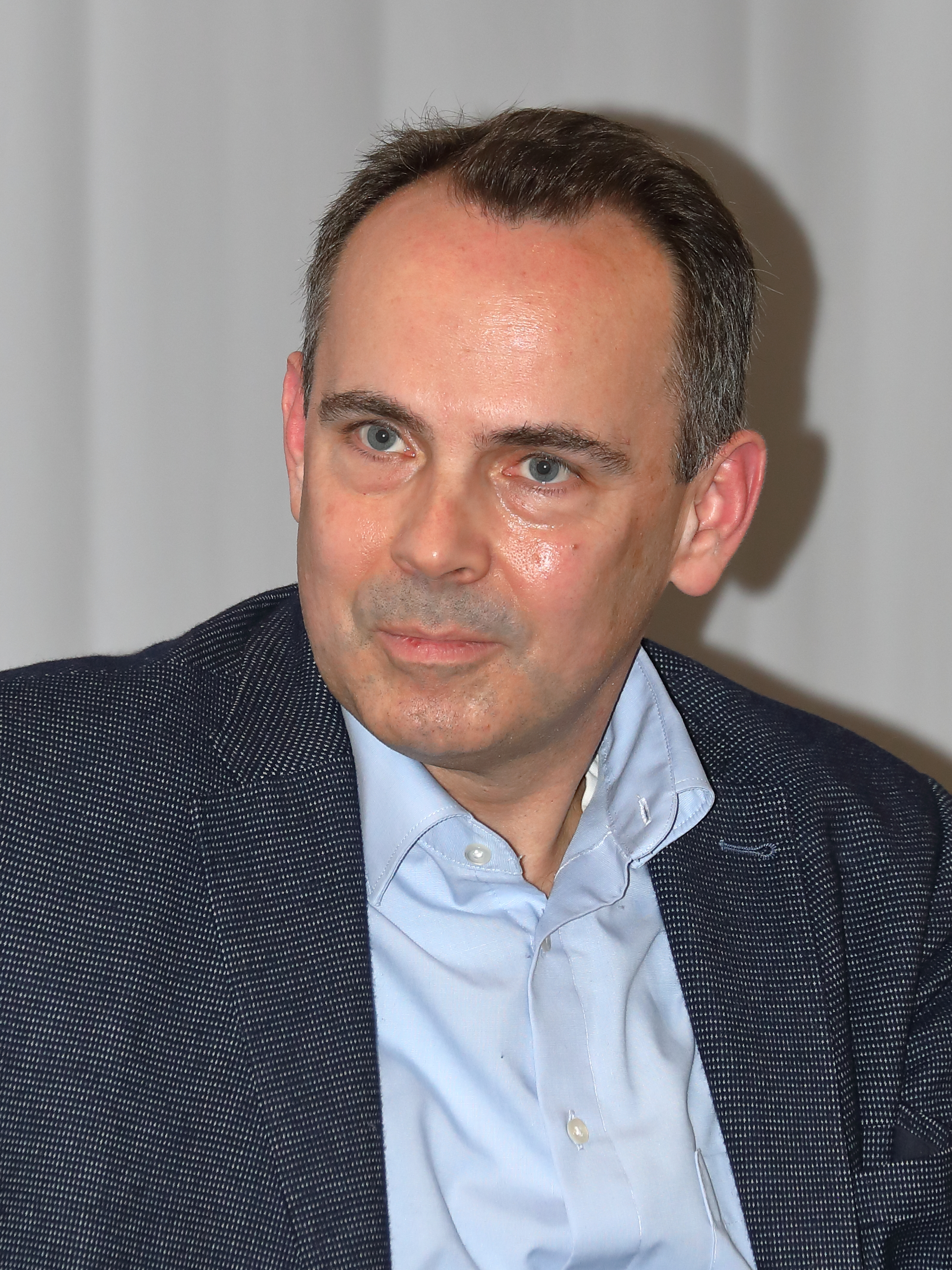
Oliver Lubrich auf der Buch Wien 2022

Oliver Lubrich (* 10. September 1970 in Berlin) ist ein deutscher Literaturwissenschaftler, der seit 2011 Professor für Neuere Deutsche Literatur und für Komparatistik an der Universität Bern ist. Lubrich hat unter anderem zahlreiche Werke Alexander von Humboldts ediert, seit 2013 bearbeitete er mit Mitarbeitern die „Berner Ausgabe“ von bisher unedierten Aufsätzen von Alexander von Humboldt in zehn Bänden, die zum 250. Geburtstag im Herbst 2019 erschienen sind.

## Leben
Lubrich besuchte das Goethe-Gymnasium in Berlin, das Abitur absolvierte er 1990 mit den Schwerpunkten Latein und Griechisch. Er studierte an mehreren Universitäten (FU Berlin, Université Jean Monnet in Saint-Étienne, Universidad de Costa Rica, University of California (Berkeley)) vor allem Komparatistik, Germanistik, Französisch und Englisch. 1996 absolvierte er seinen Magister-Abschluss in Allgemeiner und Vergleichender Literaturwissenschaft an der FU Berlin, 2003 promovierte an der FU Berlin mit einer Arbeit über postkoloniale Poetiken. Von 1999 bis 2004 war er Wissenschaftlicher Mitarbeiter am Institut für Allgemeine und Vergleichende Literaturwissenschaft (Peter Szondi-Institut) in Berlin, von 2004 bis 2008 war er Assistent am gleichen Institut. Zwischen 2008 und 2011 war Lubrich Juniorprofessor für Rhetorik an der FU Berlin und am Exzellenzcluster „Languages of Emotion“ beteiligt. Seit August 2011 ist er Ordinarius für Neuere deutsche Literaturwissenschaft und Komparatistik an der Universität Bern.
In Berlin war er von 1994 bis 1999 mehrfach als Dozent für Theatergeschichte an der Theaterwerkstatt und am Ballett Centrum tätig. Gastprofessuren führten ihn an die University of Chicago (2005), die California State University in Long Beach (2006), das Tecnológico de Monterrey (Mexiko) (2007) und 2010 an die Universidade de São Paulo in Brasilien.
Gemeinsam mit dem Potsdamer Romanisten Ottmar Ette gab er zwei Bände der „Humboldt-Edition“ der Anderen Bibliothek heraus.

## Veröffentlichungen (Auswahl)
- Monographien
  - Das Schwinden der Differenz. Postkoloniale Poetiken: Alexander von Humboldt – Bram Stoker – Ernst Jünger – Jean Genet. 2., durchges. Auflage, Bielefeld: Aisthesis-Verlag 2009 (erste Auflage 2004), auch Dissertation FU Berlin 2003, ISBN 978-3-89528-715-2.
  - Shakespeares Selbstdekonstruktion. Würzburg: Königshausen & Neumann 2001, ISBN 978-3-8260-2093-3.

- Dokumentationen
  - Berichte aus der Abwurfzone. Ausländer erleben den Bombenkrieg in Deutschland 1939 bis 1945, Frankfurt: Die Andere Bibliothek 2007, ISBN 978-3-8218-4583-8.
  - Reisen ins Reich, 1933–1945. Ausländische Autoren berichten aus Deutschland, Frankfurt: Die Andere Bibliothek 2004, ISBN 978-3-8218-4550-0.
  - John F. Kennedy. Unter Deutschen, 1937–1945, Berlin: Aufbau Verlag 2013, ISBN 978-3-351-02761-2.
  - Dorothy Thompson: „Ich traf Hitler!“: Der Reportage-Essay von 1932 erstmals vollständig auf Deutsch. Hg. v. Oliver Lubrich. Übersetzt v. Johanna von Koppenfels. Das vergessene Buch, Wien 2023.

- Im Rahmen der Humboldt-Edition der „Anderen Bibliothek“:
  - Kosmos: Entwurf einer physischen Weltbeschreibung, Alexander von Humboldt. Herausgegeben und mit einem Nachwort versehen von Ottmar Ette und Oliver Lubrich, Frankfurt am Main: Eichborn 2004, ISBN 978-3-8218-4744-3, Die Andere Bibliothek; Sonderband.
  - Physikalischer Atlas oder Sammlung von Karten, auf denen die hauptsächlichsten Erscheinungen der anorganischen und organischen Natur nach ihrer geographischen Verbreitung und Vertheilung bildlich dargestellt sind ; zu Alexander von Humboldt, Kosmos, Entwurf einer physischen Weltbeschreibung / Heinrich Berghaus, herausgegeben und mit einem Nachwort versehen von Ottmar Ette und Oliver Lubrich, Berlin: Die Andere Bibliothek 2014, ISBN 978-3-8477-0014-2.

- Als Herausgeber, unter Mitarbeit von Sarah Bärtschi: Alexander von Humboldt: Das graphische Gesamtwerk, Darmstadt: Lambert Schneider 2014, ISBN 978-3-650-40015-4.
- Sämtliche Schriften / Alexander von Humboldt, herausgegeben von Oliver Lubrich und Thomas Nehrlich, Deutscher Taschenbuch-Verlag, München 2019 (Berner Ausgabe), ISBN 978-3-423-59088-4 (Studienausgabe)
- Als Herausgeber: Thomas Wolfe: Eine Deutschlandreise, Zürich, Manesse 2020, ISBN 978-3-7175-2424-3.
- Als Herausgeber: John F. Kennedy: Das geheime Tagebuch. Europa 1937, Das vergessene Buch, Wien 2021, ISBN 978-3-903244-18-4.
- Als Herausgeber: Marcel Jouhandeau: Die geheime Reise, Das vergessene Buch, Wien 2022, ISBN 978-3-903244-22-1.